# Атаки Гвардии Людовой на немецкие кинотеатры (17 января 1943)
Атаки Гвардии Людовой на немецкие кинотеатры (пол. Zamachy Gwardii Ludowej na kina dla Niemców) вечером 17 января 1943 года являлись одной из военно-политических операций Гвардии Людовой.
Операция была проведена в ответ на облаву, проведённую оккупационной полицией в Варшаве 15 января 1943 года (вслед за которой должны были последовать другие облавы).
В трёх кинотеатрах Варшавы, в которых могли смотреть фильмы только лица немецкой национальности, были установлены спрятанные в чемоданах самодельные бомбы с химическим взрывателем на основе серной кислоты и хлората калия (воспламенение которого должно было вызвать взрыв порохового заряда).

## Взрывы
- Первый взрыв был запланирован в кинотеатре «Kammerlichtspieltheater» в доме 8 на улице Маршалковской. Два партизана из специальной группы Генерального штаба Гвардии Людовой — Рива Тейтельбаум по прозвищу «Ванда» и Ежи Дурач по прозвищу «Фелек» в тот день вошли в зал, а после начала просмотра покинули зал, оставив чемоданы со взрывчаткой. К их несчастью, бомба так и не взорвалась.
- Второй взрыв осуществлялся в кинотеатре «Helgoland» на улице Злотой. За доставку чемодана со взрывчаткой отвечали представители специальной группы Гвардии Людовой — Ян Стшешевский по прозвищу «Виктор» и Ян Вышинский по прозвищу «Выга». Бомба не взорвалась и здесь.
- Третий взрыв нужно было осуществить в кинотеатре «Apollo» на площади Трёх Крестов. За доставку бомб в подвал отвечали Ладислав Бучинский по прозвищу «Казик Дебяк» и Мирослав Краевский по прозвищу «Петрек». Купив билет, «Казик Денбяк» вошёл в зал под прикрытием «Петрека». В ходе акции его кто-то узнал, и Бучинский при попытке бегства был убит. Тем не менее, установленная здесь бомба всё-таки взорвалась.

Хотя поставленные задачи были выполнены не полностью,  в результате операции немцы были вынуждены прекратить облавы